# El programa de Ana Rosa
El programa de Ana Rosa, comúnmente abreviado como El programa de AR o simplemente AR, es un magacín matinal producido por Unicorn Content y Mediaset España para Telecinco. El formato, presentado por Ana Rosa Quintana, se estrenó el 10 de enero de 2005 y se emite de lunes a viernes de 9:00 a 13:30.
El 11 de septiembre de 2023, el programa fue sustituido por La mirada crítica, con Ana Terradillos, y Vamos a ver, con Joaquín Prat. Este hecho se debió a la llegada de TardeAR a las tardes de Telecinco, de la mano de Ana Rosa Quintana, una semana después. Sin embargo, un año y cuatro meses después, debido a que el espacio vespertino no había cumplido las expectativas, Mediaset España anunció el regreso del programa a las mañanas a partir del 3 de febrero de 2025.

## Formato
El programa de Ana Rosa es un magacín que aborda la actualidad desde diferentes perspectivas. En su primera etapa, comprendida entre el 10 de enero de 2005 y el 8 de septiembre de 2023, el programa se centraba en la realización de entrevistas a personalidades, reportajes de investigación, secciones temáticas y tertulias, así como mesas de debate (política, actualidad, sociedad, etc.). Predominaban en el programa los temas de calado social (la violencia en las aulas, la anorexia, las drogas, etc.) y la crónica de sucesos. También tenía una presencia destacada la actualidad de la prensa rosa en el conocido coloquialmente como el club social, y se realizaba un seguimiento especial de los concursos de telerrealidad que emitía la cadena.
Por otro lado, desde su regreso el 3 de febrero de 2025, el espacio pasó a estar enfocado en el análisis de la actualidad en todos los ámbitos y desde diferentes puntos de vista, incluyendo entrevistas y ofreciendo tanto una mesa política, integrada por analistas políticos con diferentes perfiles, como una mesa de actualidad y crónica de sucesos, además de una sección de meteorología y climatología. Asimismo, en esta etapa se lleva a cabo El aperitivo, una sección en la que periodistas especializados y figuras famosas analizan noticias de interés social y los temas más candentes de la crónica rosa.

## Equipo

### Dirección
- Xelo Montesinos (2005-2009; 2014-2015)
- Pilar Cerisuelo (2009-2012; 2025)
- Juan Ramón Gonzalo (2012-2014)
- Andrea Olivas (2015-2017)
- Àngels Juan (2018-2020)
- Óscar de la Fuente (2020-2023)
- Daniel Fernández (2025)
- Gracia Jiménez (2025-act.)

### Subdirección
- Pilar Cerisuelo (2005-2009; 2012-2015)
- Silvia Fonseca (2005-2014)
- Andrea Olivas (2014-2015)
- Joseba Gastesi (2020-2023)
- Manu Espada (2020-2023)
- Sara Martín (2018-2023)

### Presentadores

#### Actuales
| Presentador/a     | Información                          |      |      |      |      |      |      |      |      |      |      |      |      |      |      |      |      |      |      |      |      |
| Presentador/a     | Información                          | 2005 | 2006 | 2007 | 2008 | 2009 | 2010 | 2011 | 2012 | 2013 | 2014 | 2015 | 2016 | 2017 | 2018 | 2019 | 2020 | 2021 | 2022 | 2023 | 2025 |
| ----------------- | ------------------------------------ | ---- | ---- | ---- | ---- | ---- | ---- | ---- | ---- | ---- | ---- | ---- | ---- | ---- | ---- | ---- | ---- | ---- | ---- | ---- | ---- |
| Ana Rosa Quintana | Presentadora titular.                |      |      |      |      |      |      |      |      |      |      |      |      |      |      |      |      |      |      |      |      |
| Jano Mecha        | Copresentador ("El aperitivo")       |      |      |      |      |      |      |      |      |      |      |      |      |      |      |      |      |      |      |      |      |
| Jano Mecha        | Copresentador ("El aperitivo")       |      |      |      |      |      |      |      |      |      |      |      |      |      |      |      |      |      |      |      |      |
| Manu Marlasca     | Copresentador (Actualidad y sucesos) |      |      |      |      |      |      |      |      |      |      |      |      |      |      |      |      |      |      |      |      |

     Presentador/a titular
     Copresentador/a
     Presentador/a sustituto/a

#### Anteriores
| Presentadores   | Información                              |      |      |      |      |      |      |      |      |      |      |      |      |      |      |      |      |      |      |      |      |
| Presentadores   | Información                              | 2005 | 2006 | 2007 | 2008 | 2009 | 2010 | 2011 | 2012 | 2013 | 2014 | 2015 | 2016 | 2017 | 2018 | 2019 | 2020 | 2021 | 2022 | 2023 | 2025 |
| --------------- | ---------------------------------------- | ---- | ---- | ---- | ---- | ---- | ---- | ---- | ---- | ---- | ---- | ---- | ---- | ---- | ---- | ---- | ---- | ---- | ---- | ---- | ---- |
| Óscar Martínez  | Copresentador.                           |      |      |      |      |      |      |      |      |      |      |      |      |      |      |      |      |      |      |      |      |
| Máximo Huerta   | Presentador de televisión.               |      |      |      |      |      |      |      |      |      |      |      |      |      |      |      |      |      |      |      |      |
| Joaquín Prat    | Copresentador y presentador sustituto.   |      |      |      |      |      |      |      |      |      |      |      |      |      |      |      |      |      |      |      |      |
| Joaquín Prat    | Copresentador y presentador sustituto.   |      |      |      |      |      |      |      |      |      |      |      |      |      |      |      |      |      |      |      |      |
| Ana Terradillos | Presentadora sustituta.                  |      |      |      |      |      |      |      |      |      |      |      |      |      |      |      |      |      |      |      |      |
| Patricia Pardo  | Copresentadora y presentadora sustituta. |      |      |      |      |      |      |      |      |      |      |      |      |      |      |      |      |      |      |      |      |
| Patricia Pardo  | Copresentadora y presentadora sustituta. |      |      |      |      |      |      |      |      |      |      |      |      |      |      |      |      |      |      |      |      |

### Colaboradores

#### Política
| Colaboradores        | Información                         |      |      |      |      |      |      |      |      |      |      |      |      |      |      |      |      |      |      |      |      |
| Colaboradores        | Información                         | 2005 | 2006 | 2007 | 2008 | 2009 | 2010 | 2011 | 2012 | 2013 | 2014 | 2015 | 2016 | 2017 | 2018 | 2019 | 2020 | 2021 | 2022 | 2023 | 2025 |
| -------------------- | ----------------------------------- | ---- | ---- | ---- | ---- | ---- | ---- | ---- | ---- | ---- | ---- | ---- | ---- | ---- | ---- | ---- | ---- | ---- | ---- | ---- | ---- |
| Esther Esteban       | Periodista.                         |      |      |      |      |      |      |      |      |      |      |      |      |      |      |      |      |      |      |      |      |
| Eduardo Inda         | Periodista.                         |      |      |      |      |      |      |      |      |      |      |      |      |      |      |      |      |      |      |      |      |
| Esther Palomera      | Periodista.                         |      |      |      |      |      |      |      |      |      |      |      |      |      |      |      |      |      |      |      |      |
| Jorge Bustos         | Periodista.                         |      |      |      |      |      |      |      |      |      |      |      |      |      |      |      |      |      |      |      |      |
| Esteban Urreiztieta  | Escritor.                           |      |      |      |      |      |      |      |      |      |      |      |      |      |      |      |      |      |      |      |      |
| Isabel San Sebastián | Periodista y escritora.             |      |      |      |      |      |      |      |      |      |      |      |      |      |      |      |      |      |      |      |      |
| Antonio Caño         | Periodista.                         |      |      |      |      |      |      |      |      |      |      |      |      |      |      |      |      |      |      |      |      |
| Fernando Berlín      | Periodista.                         |      |      |      |      |      |      |      |      |      |      |      |      |      |      |      |      |      |      |      |      |
| Rodolfo Irago        | Periodista.                         |      |      |      |      |      |      |      |      |      |      |      |      |      |      |      |      |      |      |      |      |
| Pilar Santos         | Periodista.                         |      |      |      |      |      |      |      |      |      |      |      |      |      |      |      |      |      |      |      |      |
| Ketty Garat          | Periodista y escritora.             |      |      |      |      |      |      |      |      |      |      |      |      |      |      |      |      |      |      |      |      |
| Alberto Sotillos     | Sociólogo.                          |      |      |      |      |      |      |      |      |      |      |      |      |      |      |      |      |      |      |      |      |
| Ángel Expósito       | Periodista.                         |      |      |      |      |      |      |      |      |      |      |      |      |      |      |      |      |      |      |      |      |
| Carlos Cuesta        | Periodista.                         |      |      |      |      |      |      |      |      |      |      |      |      |      |      |      |      |      |      |      |      |
| Estefanía Molina     | Periodista, politóloga y escritora. |      |      |      |      |      |      |      |      |      |      |      |      |      |      |      |      |      |      |      |      |
| Esther Molina        | Periodista.                         |      |      |      |      |      |      |      |      |      |      |      |      |      |      |      |      |      |      |      |      |
| Pedro J. Ramírez     | Periodista.                         |      |      |      |      |      |      |      |      |      |      |      |      |      |      |      |      |      |      |      |      |

#### Actualidad
| Colaboradores             | Información                |      |      |      |      |      |      |      |      |      |      |      |      |      |      |      |      |      |      |      |      |
| Colaboradores             | Información                | 2005 | 2006 | 2007 | 2008 | 2009 | 2010 | 2011 | 2012 | 2013 | 2014 | 2015 | 2016 | 2017 | 2018 | 2019 | 2020 | 2021 | 2022 | 2023 | 2025 |
| ------------------------- | -------------------------- | ---- | ---- | ---- | ---- | ---- | ---- | ---- | ---- | ---- | ---- | ---- | ---- | ---- | ---- | ---- | ---- | ---- | ---- | ---- | ---- |
| Mario Picazo              | Presentador de televisión. |      |      |      |      |      |      |      |      |      |      |      |      |      |      |      |      |      |      |      |      |
| Daniel Montero Bejerano   | Periodista.                |      |      |      |      |      |      |      |      |      |      |      |      |      |      |      |      |      |      |      |      |
| Mayka Navarro             | Periodista.                |      |      |      |      |      |      |      |      |      |      |      |      |      |      |      |      |      |      |      |      |
| Emilia Zaballos           | Abogada.                   |      |      |      |      |      |      |      |      |      |      |      |      |      |      |      |      |      |      |      |      |
| Beatriz Uriarte           | Abogada.                   |      |      |      |      |      |      |      |      |      |      |      |      |      |      |      |      |      |      |      |      |
| Javier Chicote            | Periodista.                |      |      |      |      |      |      |      |      |      |      |      |      |      |      |      |      |      |      |      |      |
| José Cabrera              | Psiquiatra forense.        |      |      |      |      |      |      |      |      |      |      |      |      |      |      |      |      |      |      |      |      |
| José Antonio Vázquez Taín | Juez.                      |      |      |      |      |      |      |      |      |      |      |      |      |      |      |      |      |      |      |      |      |
| Juanjo Ospina             | Abogado.                   |      |      |      |      |      |      |      |      |      |      |      |      |      |      |      |      |      |      |      |      |
| María Velasco             | Psiquiatra.                |      |      |      |      |      |      |      |      |      |      |      |      |      |      |      |      |      |      |      |      |

#### Sección "El aperitivo"
| Colaboradores          | Información                                     |      |      |      |      |      |      |      |      |      |      |      |      |      |      |      |      |      |      |      |      |
| Colaboradores          | Información                                     | 2005 | 2006 | 2007 | 2008 | 2009 | 2010 | 2011 | 2012 | 2013 | 2014 | 2015 | 2016 | 2017 | 2018 | 2019 | 2020 | 2021 | 2022 | 2023 | 2025 |
| ---------------------- | ----------------------------------------------- | ---- | ---- | ---- | ---- | ---- | ---- | ---- | ---- | ---- | ---- | ---- | ---- | ---- | ---- | ---- | ---- | ---- | ---- | ---- | ---- |
| Paloma Barrientos      | Periodista de Vanitatis.                        |      |      |      |      |      |      |      |      |      |      |      |      |      |      |      |      |      |      |      |      |
| Bibiana Fernández      | Colaboradora de televisión.                     |      |      |      |      |      |      |      |      |      |      |      |      |      |      |      |      |      |      |      |      |
| Marisa Martín Blázquez | Periodista.                                     |      |      |      |      |      |      |      |      |      |      |      |      |      |      |      |      |      |      |      |      |
| Antonio Rossi          | Periodista.                                     |      |      |      |      |      |      |      |      |      |      |      |      |      |      |      |      |      |      |      |      |
| Sandra Aladro          | Periodista y directora de la agencia Gtres.     |      |      |      |      |      |      |      |      |      |      |      |      |      |      |      |      |      |      |      |      |
| Cristina Cifuentes     | Política, abogada y colaboradora de televisión. |      |      |      |      |      |      |      |      |      |      |      |      |      |      |      |      |      |      |      |      |
| Ainhoa Arteta          | Soprano.                                        |      |      |      |      |      |      |      |      |      |      |      |      |      |      |      |      |      |      |      |      |
| Alaska                 | Cantante y actriz.                              |      |      |      |      |      |      |      |      |      |      |      |      |      |      |      |      |      |      |      |      |
| Alberto Sotillos       | Sociólogo.                                      |      |      |      |      |      |      |      |      |      |      |      |      |      |      |      |      |      |      |      |      |
| Antonio Montero        | Paparazzi y periodista.                         |      |      |      |      |      |      |      |      |      |      |      |      |      |      |      |      |      |      |      |      |
| Daniel Montero         | Periodista.                                     |      |      |      |      |      |      |      |      |      |      |      |      |      |      |      |      |      |      |      |      |
| Jorge Borrajo          | Director de la revista Semana.                  |      |      |      |      |      |      |      |      |      |      |      |      |      |      |      |      |      |      |      |      |
| Luis Pliego            | Director de la revista Lecturas.                |      |      |      |      |      |      |      |      |      |      |      |      |      |      |      |      |      |      |      |      |
| Máximo Huerta          | Periodista y escritor.                          |      |      |      |      |      |      |      |      |      |      |      |      |      |      |      |      |      |      |      |      |

#### Con sección
| Colaboradores   | Información                                        | Sección                         |      |      |      |      |      |      |      |      |      |      |      |      |      |      |      |      |      |      |      |      |
| Colaboradores   | Información                                        | Sección                         | 2005 | 2006 | 2007 | 2008 | 2009 | 2010 | 2011 | 2012 | 2013 | 2014 | 2015 | 2016 | 2017 | 2018 | 2019 | 2020 | 2021 | 2022 | 2023 | 2025 |
| --------------- | -------------------------------------------------- | ------------------------------- | ---- | ---- | ---- | ---- | ---- | ---- | ---- | ---- | ---- | ---- | ---- | ---- | ---- | ---- | ---- | ---- | ---- | ---- | ---- | ---- |
| Mario Picazo    | Meteorólogo y presentador de televisión.           | El Tiempo                       |      |      |      |      |      |      |      |      |      |      |      |      |      |      |      |      |      |      |      |      |
| Carlos Latre    | Humorista, actor y presentador.                    | Imitación de rostros populares. |      |      |      |      |      |      |      |      |      |      |      |      |      |      |      |      |      |      |      |      |
| Juan Luis Tena  | Periodista.                                        | Express                         |      |      |      |      |      |      |      |      |      |      |      |      |      |      |      |      |      |      |      |      |
| Manuel Marlasca | Periodista especializado en la crónica de sucesos. | Expediente Marlasca             |      |      |      |      |      |      |      |      |      |      |      |      |      |      |      |      |      |      |      |      |

#### Anteriores colaboradores
| Colaboradores antiguos | Información                                                 |      |      |      |      |      |      |      |      |      |      |      |      |      |      |      |      |      |      |      |      |
| Colaboradores antiguos | Información                                                 | 2005 | 2006 | 2007 | 2008 | 2009 | 2010 | 2011 | 2012 | 2013 | 2014 | 2015 | 2016 | 2017 | 2018 | 2019 | 2020 | 2021 | 2022 | 2023 | 2025 |
| ---------------------- | ----------------------------------------------------------- | ---- | ---- | ---- | ---- | ---- | ---- | ---- | ---- | ---- | ---- | ---- | ---- | ---- | ---- | ---- | ---- | ---- | ---- | ---- | ---- |
| Alessandro Lecquio     | Colaborador de televisión.                                  |      |      |      |      |      |      |      |      |      |      |      |      |      |      |      |      |      |      |      |      |
| Paloma García-Pelayo   | Periodista de Okdiario y escritora.                         |      |      |      |      |      |      |      |      |      |      |      |      |      |      |      |      |      |      |      |      |
| Belén Rodríguez        | Colaboradora de televisión y periodista.                    |      |      |      |      |      |      |      |      |      |      |      |      |      |      |      |      |      |      |      |      |
| Nacho Abad             | Colaborador de televisión.                                  |      |      |      |      |      |      |      |      |      |      |      |      |      |      |      |      |      |      |      |      |
| Luis Rollán            | Colaborador de televisión.                                  |      |      |      |      |      |      |      |      |      |      |      |      |      |      |      |      |      |      |      |      |
| Borja Hernán           | Colaborador de televisión.                                  |      |      |      |      |      |      |      |      |      |      |      |      |      |      |      |      |      |      |      |      |
| Alfredo Urdaci         | Periodista.                                                 |      |      |      |      |      |      |      |      |      |      |      |      |      |      |      |      |      |      |      |      |
| Belén Esteban          | Colaboradora de televisión.                                 |      |      |      |      |      |      |      |      |      |      |      |      |      |      |      |      |      |      |      |      |
| Rosa Benito            | Colaboradora de televisión.                                 |      |      |      |      |      |      |      |      |      |      |      |      |      |      |      |      |      |      |      |      |
| Antonio Sánchez Casado | Colaborador de televisión.                                  |      |      |      |      |      |      |      |      |      |      |      |      |      |      |      |      |      |      |      |      |
| Jorge Javier Vázquez   | Presentador de televisión.                                  |      |      |      |      |      |      |      |      |      |      |      |      |      |      |      |      |      |      |      |      |
| César Heinrich         | Presentador de televisión.                                  |      |      |      |      |      |      |      |      |      |      |      |      |      |      |      |      |      |      |      |      |
| Antonio David Flores   | Ex marido de Rocío Carrasco.                                |      |      |      |      |      |      |      |      |      |      |      |      |      |      |      |      |      |      |      |      |
| Ibon Uzkudun           | Presentador y actor.                                        |      |      |      |      |      |      |      |      |      |      |      |      |      |      |      |      |      |      |      |      |
| Marta Torné            | Actriz.                                                     |      |      |      |      |      |      |      |      |      |      |      |      |      |      |      |      |      |      |      |      |
| Beatriz Cortázar       | Periodista de ABC.                                          |      |      |      |      |      |      |      |      |      |      |      |      |      |      |      |      |      |      |      |      |
| Miguel Ángel Nicolás   | Periodista.                                                 |      |      |      |      |      |      |      |      |      |      |      |      |      |      |      |      |      |      |      |      |
| Mayte Alonso           | Colaboradora de televisión.                                 |      |      |      |      |      |      |      |      |      |      |      |      |      |      |      |      |      |      |      |      |
| Àlex Casademunt (†)    | Cantante.                                                   |      |      |      |      |      |      |      |      |      |      |      |      |      |      |      |      |      |      |      |      |
| Miriam Sánchez         | Colaboradora de televisión.                                 |      |      |      |      |      |      |      |      |      |      |      |      |      |      |      |      |      |      |      |      |
| Lucía Riaño            | Presentadora de televisión.                                 |      |      |      |      |      |      |      |      |      |      |      |      |      |      |      |      |      |      |      |      |
| Pepe Oneto (†)         | Periodista y escritor.                                      |      |      |      |      |      |      |      |      |      |      |      |      |      |      |      |      |      |      |      |      |
| Cristina Tárrega       | Periodista.                                                 |      |      |      |      |      |      |      |      |      |      |      |      |      |      |      |      |      |      |      |      |
| Nagore Robles          | Colaboradora de televisión.                                 |      |      |      |      |      |      |      |      |      |      |      |      |      |      |      |      |      |      |      |      |
| Marta López            | Concursante de Gran Hermano 2 y colaboradora de televisión. |      |      |      |      |      |      |      |      |      |      |      |      |      |      |      |      |      |      |      |      |
| Mónica Vergara         | Periodista.                                                 |      |      |      |      |      |      |      |      |      |      |      |      |      |      |      |      |      |      |      |      |
| Beatriz Trapote        | Periodista.                                                 |      |      |      |      |      |      |      |      |      |      |      |      |      |      |      |      |      |      |      |      |
| Marta Fernández        | Periodista.                                                 |      |      |      |      |      |      |      |      |      |      |      |      |      |      |      |      |      |      |      |      |
| Carmen Alcayde         | Periodista.                                                 |      |      |      |      |      |      |      |      |      |      |      |      |      |      |      |      |      |      |      |      |
| Anabel Pantoja         | Sobrina de Isabel Pantoja.                                  |      |      |      |      |      |      |      |      |      |      |      |      |      |      |      |      |      |      |      |      |
| Tamara Gorro           | Colaboradora de televisión.                                 |      |      |      |      |      |      |      |      |      |      |      |      |      |      |      |      |      |      |      |      |
| Mariángel Alcázar      | Periodista de La Vanguardia.                                |      |      |      |      |      |      |      |      |      |      |      |      |      |      |      |      |      |      |      |      |
| Isabel Rábago          | Periodista.                                                 |      |      |      |      |      |      |      |      |      |      |      |      |      |      |      |      |      |      |      |      |
| María Patiño           | Periodista.                                                 |      |      |      |      |      |      |      |      |      |      |      |      |      |      |      |      |      |      |      |      |
| Sandra Barneda         | Presentadora de televisión.                                 |      |      |      |      |      |      |      |      |      |      |      |      |      |      |      |      |      |      |      |      |
| Alfonso Rojo           | Colaborador de televisión.                                  |      |      |      |      |      |      |      |      |      |      |      |      |      |      |      |      |      |      |      |      |
| Verónica Dulanto       | Periodista.                                                 |      |      |      |      |      |      |      |      |      |      |      |      |      |      |      |      |      |      |      |      |
| Adriana Dorronsoro     | Periodista.                                                 |      |      |      |      |      |      |      |      |      |      |      |      |      |      |      |      |      |      |      |      |
| Toño Sanchís           | Representante de famosos.                                   |      |      |      |      |      |      |      |      |      |      |      |      |      |      |      |      |      |      |      |      |
| Alba Carrillo          | Colaboradora de televisión.                                 |      |      |      |      |      |      |      |      |      |      |      |      |      |      |      |      |      |      |      |      |
| Jimmy Giménez-Arnau    | Periodista y colaborador de televisión.                     |      |      |      |      |      |      |      |      |      |      |      |      |      |      |      |      |      |      |      |      |
| Marta Riesco           | Colaboradora de televisión.                                 |      |      |      |      |      |      |      |      |      |      |      |      |      |      |      |      |      |      |      |      |
| Kiti Gordillo          | Periodista.                                                 |      |      |      |      |      |      |      |      |      |      |      |      |      |      |      |      |      |      |      |      |
| Luján Argüelles        | Presentadora de televisión.                                 |      |      |      |      |      |      |      |      |      |      |      |      |      |      |      |      |      |      |      |      |
| Antonio Maestre        | Periodista.                                                 |      |      |      |      |      |      |      |      |      |      |      |      |      |      |      |      |      |      |      |      |
| Isa Pantoja            | Hija de Isabel Pantoja.                                     |      |      |      |      |      |      |      |      |      |      |      |      |      |      |      |      |      |      |      |      |
| Pepe del Real          | Periodista.                                                 |      |      |      |      |      |      |      |      |      |      |      |      |      |      |      |      |      |      |      |      |
| Javier Ruiz            | Periodista.                                                 |      |      |      |      |      |      |      |      |      |      |      |      |      |      |      |      |      |      |      |      |
| David Gistau (†)       | Periodista.                                                 |      |      |      |      |      |      |      |      |      |      |      |      |      |      |      |      |      |      |      |      |
| Rocío Flores           | Nieta de Rocío Jurado.                                      |      |      |      |      |      |      |      |      |      |      |      |      |      |      |      |      |      |      |      |      |
| Iván Reboso            | Periodista.                                                 |      |      |      |      |      |      |      |      |      |      |      |      |      |      |      |      |      |      |      |      |
| Kike Calleja           | Periodista.                                                 |      |      |      |      |      |      |      |      |      |      |      |      |      |      |      |      |      |      |      |      |

## El programa del verano
En su primera etapa (2005-2023) durante los meses de verano, El programa de Ana Rosa era sustituido por El programa del verano durante las vacaciones de Ana Rosa Quintana, este programa se emitía de lunes a viernes de 8:55 a 13:30 horas.   
En el regreso del formato a las mañanas de Telecinco en 2025, el programa desaparece durante julio y agosto y no se emite El programa del verano. Sin embargo, el programa es sustituido por una versión más larga de La mirada crítica (09:00 a 10:30) y Vamos a ver (10:30 a 15:00).  

### Presentadores
Presentador/a sustituto/a
| Presentadores             | Información             |      |      |      |      |      |      |      |      |      |      |      |      |      |      |      |      |      |      |      |
| Presentadores             | Información             | 2005 | 2006 | 2007 | 2008 | 2009 | 2010 | 2011 | 2012 | 2013 | 2014 | 2015 | 2016 | 2017 | 2018 | 2019 | 2020 | 2021 | 2022 | 2023 |
| ------------------------- | ----------------------- | ---- | ---- | ---- | ---- | ---- | ---- | ---- | ---- | ---- | ---- | ---- | ---- | ---- | ---- | ---- | ---- | ---- | ---- | ---- |
| Máximo Huerta             | Presentador sustituto.  |      |      |      |      |      |      |      |      |      |      |      |      |      |      |      |      |      |      |      |
| Óscar Martínez            | Presentador sustituto.  |      |      |      |      |      |      |      |      |      |      |      |      |      |      |      |      |      |      |      |
| Marta Torné               | Presentadora sustituta. |      |      |      |      |      |      |      |      |      |      |      |      |      |      |      |      |      |      |      |
| Lucía Hoyos               | Presentadora sustituta. |      |      |      |      |      |      |      |      |      |      |      |      |      |      |      |      |      |      |      |
| Joaquín Prat              | Presentador sustituto.  |      |      |      |      |      |      |      |      |      |      |      |      |      |      |      |      |      |      |      |
| Lucía Riaño               | Presentadora sustituta. |      |      |      |      |      |      |      |      |      |      |      |      |      |      |      |      |      |      |      |
| Marta Fernández           | Presentadora sustituta. |      |      |      |      |      |      |      |      |      |      |      |      |      |      |      |      |      |      |      |
| Carmen Alcayde            | Presentadora sustituta. |      |      |      |      |      |      |      |      |      |      |      |      |      |      |      |      |      |      |      |
| Pilar García de la Granja | Presentadora sustituta. |      |      |      |      |      |      |      |      |      |      |      |      |      |      |      |      |      |      |      |
| Sandra Barneda            | Presentadora sustituta. |      |      |      |      |      |      |      |      |      |      |      |      |      |      |      |      |      |      |      |
| Patricia Pardo            | Presentadora sustituta. |      |      |      |      |      |      |      |      |      |      |      |      |      |      |      |      |      |      |      |
| Verónica Dulanto          | Presentadora sustituta. |      |      |      |      |      |      |      |      |      |      |      |      |      |      |      |      |      |      |      |
| Ana Rosa Quintana         | Presentadora sustituta. |      |      |      |      |      |      |      |      |      |      |      |      |      |      |      |      |      |      |      |
| Ana Terradillos           | Presentadora sustituta. |      |      |      |      |      |      |      |      |      |      |      |      |      |      |      |      |      |      |      |
| Antonio Rossi             | Presentador sustituto.  |      |      |      |      |      |      |      |      |      |      |      |      |      |      |      |      |      |      |      |
| Bea Archidona             | Presentadora sustituta. |      |      |      |      |      |      |      |      |      |      |      |      |      |      |      |      |      |      |      |

### Temporadas
| Temporada                                   | Estreno             | Final                   |
| ------------------------------------------- | ------------------- | ----------------------- |
| 1.ª                                         | 11 de julio de 2005 | 2 de septiembre de 2005 |
| 2.ª                                         | 17 de julio de 2006 | 1 de septiembre de 2006 |
| 3.ª                                         | 2 de julio de 2007  | 7 de septiembre de 2007 |
| En 2008 no se emitió El programa del verano |                     |                         |
| 4.ª                                         | 5 de julio de 2009  | 4 de septiembre de 2009 |
| 5.ª                                         | 4 de julio de 2010  | 3 de septiembre de 2010 |
| 6.ª                                         | 3 de julio de 2011  | 2 de septiembre de 2011 |
| 7.ª                                         | 2 de julio de 2012  | 31 de agosto de 2012    |
| 8.ª                                         | 1 de julio de 2013  | 30 de agosto de 2013    |
| 9.ª                                         | 30 de junio de 2014 | 29 de agosto de 2014    |
| 10.ª                                        | 29 de junio de 2015 | 4 de septiembre de 2015 |
| 11.ª                                        | 11 de julio de 2016 | 26 de agosto de 2016    |
| 12.ª                                        | 3 de julio de 2017  | 1 de septiembre de 2017 |
| 13.ª                                        | 2 de julio de 2018  | 7 de septiembre de 2018 |
| 14.ª                                        | 1 de julio de 2019  | 6 de septiembre de 2019 |
| 15.ª                                        | 29 de junio de 2020 | 4 de septiembre de 2020 |
| 16.ª                                        | 28 de junio de 2021 | 3 de septiembre de 2021 |
| 17.ª                                        | 4 de julio de 2022  | 9 de septiembre de 2022 |
| 18.ª                                        | 26 de julio de 2023 | 8 de septiembre de 2023 |

## Invitados
Entre los invitados que fueron entrevistados en el programa se encuentran: José Luis Rodríguez Zapatero, Mariano Rajoy, Rosa Díez, José María Aznar, María Teresa Fernández de la Vega, Alfredo Pérez Rubalcaba, Alberto Ruiz-Gallardón, Carme Chacón, José Blanco López, Susana Díaz, Trinidad Jiménez, Alfonso Guerra, Eduardo Zaplana, Rafael Vera, Esperanza Aguirre, Soraya Sáenz de Santamaría, José Bono, Ignacio González, Rigoberta Menchú, José María García, Federico Jiménez Losantos, Pedro Almodóvar, Javier Sardà, Ángel Martín, José Mota, Carla Díaz, Estela Giménez, Concha García Campoy, María Teresa Campos, Mercedes Milá, Edurne, Santiago Meléndez, Raphael, Fangoria, Camela, Mónica Naranjo, Marta Sánchez, Gloria Estefan, Thalía, Chayanne, Gina Lollobrigida o el pequeño Nicolás.

## Premios
| Año                         | Categoría                                          | Para...           | Resultado |
| TP de Oro                   | TP de Oro                                          | TP de Oro         | TP de Oro |
| --------------------------- | -------------------------------------------------- | ----------------- | --------- |
| 2005                        | Mejor presentadora de programas de entretenimiento | Ana Rosa Quintana | Ganadora  |
| 2006                        | Mejor magacín                                      | Mejor magacín     | Nominado  |
| 2006                        | Mejor presentadora de variedades y espectáculos    | Ana Rosa Quintana | Ganadora  |
| 2007                        | Mejor magacín                                      | Mejor magacín     | Ganador   |
| 2008                        | Mejor magacín                                      | Mejor magacín     | Ganador   |
| 2009                        | Mejor magacín                                      | Mejor magacín     | Nominado  |
| 2009                        | Mejor presentadora de variedades y espectáculos    | Ana Rosa Quintana | Ganadora  |
| 2010                        | Mejor presentadora de variedades y espectáculos    | Ana Rosa Quintana | Ganadora  |
| 2011                        | Mejor magacín                                      | Mejor magacín     | Ganador   |
| 2011                        | Mejor presentadora de variedades y espectáculos    | Ana Rosa Quintana | Nominada  |
| Premio Manuel Alonso Vicedo |                                                    |                   |           |
| 2006                        |                                                    | Ana Rosa Quintana | Ganadora  |
| Premios Ondas               |                                                    |                   |           |
| 2011                        | Nacional de Televisión a la Mejor presentadora     | Ana Rosa Quintana | Ganadora  |

## Polémicas

### Coacción a la esposa de Santiago del Valle
El 25 de febrero de 2011, la mujer de Santiago del Valle ingresó en prisión tras declarar en este programa de Telecinco que su marido había matado a Mari Luz Cortés, hecho que había negado anteriormente. Más tarde, el periódico El Mundo denunció el trato recibido por la entrevistada por parte del equipo del programa y, poco después, la periodista Ana Rosa Quintana resultaba imputada. Días después, la periodista fue indultada de todos los cargos, además el juez dio la enhorabuena a Ana Rosa y su equipo, por la labor que habían hecho. Ante este suceso, el diario El Mundo y el director del periódico Pedro J. Ramírez se vieron obligados a pedir disculpas a la periodista.
Paralelamente, AR emitió de forma accidental las indicaciones que la propia Ana Rosa le hacía a la reportera enviada a entrevistar a la citada esposa de Santiago Del Valle. En esta entrevista, se le insistía a la mujer de Del Valle (una persona con discapacidad intelectual) para que diera detalles escabrosos sobre la muerte de Mari Luz. La escena produjo un fuerte rechazo social y Ana Rosa Quintana nunca pidió perdón.

### Escuchas del comisario Villarejo
Otra polémica que sacudió el programa fue la implicación de Alfonso Rojo y Juan Muñoz, exmarido y marido de Ana Rosa Quintana, respectivamente, en las escuchas del comisario José Manuel Villarejo, el llamado Caso Tándem. A pesar de que la presentadora había mostrado siempre su opinión sobre asuntos judiciales abiertos, en lo que respecta a su situación con Villarejo no hizo declaraciones. En enero de 2022, Villarejo declaró que le hizo uno de los encargos

### Información sesgada
En ocasiones, se le criticó por dar información sesgada a favor de los intereses políticos, económicos y personales de su presentadora y productora, Ana Rosa Quintana. Su animadversión hacia el gobierno de coalición de izquierdas, liderado por Pedro Sánchez, era de sobra conocida y, entre otras cosas, hacia la ley de vivienda. El 25 de abril de 2023 abrió su programa denunciando la "Ofensiva de Podemos contra los propietarios de alojamientos turísticos" y que "Podemos va en contra de cualquier iniciativa empresarial y de ganar dinero". En mayo de 2023 se supo que la presentadora tenía en posesión 44 pisos turísticos en Madrid y Sevilla, además de otras propiedades y bienes inmuebles. En muchas ocasiones se le criticó por dar excesivo espacio televisivo a la empresa Desokupa (conocida por usar la intimidación para desalojar a okupas), sobredimensionando el problema de la okupación de viviendas. Tras el anuncio anticipado de la convocatoria de elecciones generales para el 23 de julio, Ana Rosa anunció que pospondría sus vacaciones para seguir estando ella al frente del programa durante la campaña electoral.

## Audiencias
| Temporada | Estreno                  | Final               | Audiencia    | Audiencia |
| Temporada | Estreno                  | Final               | Espectadores | Cuota     |
| --------- | ------------------------ | ------------------- | ------------ | --------- |
| 1         | 10 de enero de 2005      | 8 de julio de 2005  | 1 123 000    | 26,1%     |
| 2         | 5 de septiembre de 2005  | 14 de julio de 2006 | 1 091 000    | 25,5%     |
| 3         | 11 de septiembre de 2006 | 6 de julio de 2007  | 978 000      | 22,7%     |
| 4         | 10 de septiembre de 2007 | 11 de julio de 2008 | 859 000      | 20,7%     |
| 5         | 8 de septiembre de 2008  | 10 de julio de 2009 | 710 000      | 18,9%     |
| 6         | 31 de agosto de 2009     | 2 de julio de 2010  | 501 000      | 18,8%     |
| 7         | 6 de septiembre de 2010  | 8 de julio de 2011  | 503 000      | 17,0%     |
| 8         | 5 de septiembre de 2011  | 6 de julio de 2012  | 500 000      | 16,8%     |
| 9         | 3 de septiembre de 2012  | 28 de junio de 2013 | 531 000      | 18,0%     |
| 10        | 2 de septiembre de 2013  | 27 de junio de 2014 | 571 000      | 19,5%     |
| 11        | 1 de septiembre de 2014  | 26 de junio de 2015 | 600 000      | 20,5%     |
| 12        | 7 de septiembre de 2015  | 8 de julio de 2016  | 538 000      | 18,8%     |
| 13        | 29 de agosto de 2016     | 30 de junio de 2017 | 543 000      | 19,0%     |
| 14        | 4 de septiembre de 2017  | 29 de junio de 2018 | 628 000      | 18,0%     |
| 15        | 10 de septiembre de 2018 | 28 de junio de 2019 | 617 000      | 19,1%     |
| 16        | 9 de septiembre de 2019  | 26 de junio de 2020 | 735 000      | 18,7%     |
| 17        | 7 de septiembre de 2020  | 28 de junio de 2021 | 691 000      | 19,7%     |
| 18        | 6 de septiembre de 2021  | 1 de julio de 2022  | 559 000      | 18,3%     |
| 19        | 12 de septiembre de 2022 | 25 de julio de 2023 | 460 000      | 17,0%     |
| 20        | 3 de febrero de 2025     | 4 de julio de 2025  | 320 000      | 13,9%     |
| 21        |                          |                     |              |           |
| Media     | 10 de enero de 2005      | TBA                 | TBA          | TBA       |

### Temporada 20 (2025)
| Programas emitidos | Programas emitidos | Programas emitidos    | Programas emitidos | Programas emitidos |
| N.º total          | N.º temp.          | Fecha de emisión      | Espectadores       | Cuota de pantalla  |
| ------------------ | ------------------ | --------------------- | ------------------ | ------------------ |
| 4.687              | 1                  | 3 de febrero de 2025  | 398 000            | 15,0%              |
| 4.688              | 2                  | 4 de febrero de 2025  | 346 000            | 14,8%              |
| 4.689              | 3                  | 5 de febrero de 2025  | 336 000            | 14,2%              |
| 4.690              | 4                  | 6 de febrero de 2025  | 284 000            | 12,6%              |
| 4.691              | 5                  | 7 de febrero de 2025  | 312 000            | 13,0%              |
| 4.692              | 6                  | 10 de febrero de 2025 | 318 000            | 13,4%              |
| 4.693              | 7                  | 11 de febrero de 2025 | 330 000            | 13,9%              |
| 4.694              | 8                  | 12 de febrero de 2025 | 370 000            | 14,9%              |
| 4.695              | 9                  | 13 de febrero de 2025 | 343 000            | 14,9%              |
| 4.696              | 10                 | 14 de febrero de 2025 | 328 000            | 14,1%              |
| 4.697              | 11                 | 17 de febrero de 2025 | 284 000            | 12,8%              |
| 4.698              | 12                 | 18 de febrero de 2025 | 307 000            | 13,0%              |
| 4.699              | 13                 | 19 de febrero de 2025 | 304 000            | 13,3%              |
| 4.700              | 14                 | 20 de febrero de 2025 | 343 000            | 15,1%              |
| 4.701              | 15                 | 21 de febrero de 2025 | 335 000            | 13,9%              |
| 4.702              | 16                 | 24 de febrero de 2025 | 292 000            | 12,5%              |
| 4.703              | 17                 | 25 de febrero de 2025 | 338 000            | 14,9%              |
| 4.704              | 18                 | 26 de febrero de 2025 | 334 000            | 14,9%              |
| 4.705              | 19                 | 27 de febrero de 2025 | 304 000            | 13,3%              |
| 4.706              | 20                 | 28 de febrero de 2025 | 354 000            | 13,6%              |
| 4.707              | 21                 | 3 de marzo de 2025    | 325 000            | 12,6%              |
| 4.708              | 22                 | 4 de marzo de 2025    | 321 000            | 12,5%              |
| 4.709              | 23                 | 5 de marzo de 2025    | 403 000            | 15,2%              |
| 4.710              | 24                 | 6 de marzo de 2025    | 334 000            | 13,9%              |
| 4.711              | 25                 | 7 de marzo de 2025    | 347 000            | 14,9%              |
| 4.712              | 26                 | 10 de marzo de 2025   | 353 000            | 14,9%              |
| 4.713              | 27                 | 11 de marzo de 2025   | 379 000            | 15,8%              |
| 4.714              | 28                 | 12 de marzo de 2025   | 345 000            | 15,3%              |
| 4.715              | 29                 | 13 de marzo de 2025   | 339 000            | 14,6%              |
| 4.716              | 30                 | 14 de marzo de 2025   | 421 000            | 16,9%              |
| 4.717              | 31                 | 17 de marzo de 2025   | 311 000            | 12,4%              |
| 4.718              | 32                 | 18 de marzo de 2025   | 331 000            | 13,3%              |
| 4.719              | 33                 | 19 de marzo de 2025   | 389 000            | 14,8%              |
| 4.720              | 34                 | 20 de marzo de 2025   | 341 000            | 13,9%              |
| 4.721              | 35                 | 21 de marzo de 2025   | 351 000            | 14,6%              |
| 4.722              | 36                 | 24 de marzo de 2025   | 312 000            | 13,5%              |
| 4.723              | 37                 | 25 de marzo de 2025   | 363 000            | 15,7%              |
| 4.724              | 38                 | 26 de marzo de 2025   | 327 000            | 14,0%              |
| 4.725              | 39                 | 27 de marzo de 2025   | 306 000            | 14,1%              |
| 4.726              | 40                 | 28 de marzo de 2025   | 335 000            | 15,8%              |
| 4.727              | 41                 | 31 de marzo de 2025   | 311 000            | 14,5%              |
| 4.728              | 42                 | 1 de abril de 2025    | 325 000            | 15,6%              |
| 4.729              | 43                 | 2 de abril de 2025    | 342 000            | 14,5%              |
| 4.730              | 44                 | 3 de abril de 2025    | 374 000            | 15,1%              |
| 4.731              | 45                 | 4 de abril de 2025    | 356 000            | 15,2%              |
| 4.732              | 46                 | 7 de abril de 2025    | 320 000            | 14,9%              |
| 4.733              | 47                 | 8 de abril de 2025    | 328 000            | 15,0%              |
| 4.734              | 48                 | 9 de abril de 2025    | 292 000            | 13,9%              |
| 4.735              | 49                 | 10 de abril de 2025   | 322 000            | 15,4%              |
| 4.736              | 50                 | 11 de abril de 2025   | 366 000            | 15,3%              |
| 4.737              | 51                 | 14 de abril de 2025   | 310 000            | 13,6%              |
| 4.738              | 52                 | 15 de abril de 2025   | 306 000            | 12,7%              |
| 4.739              | 53                 | 16 de abril de 2025   | 310 000            | 13,5%              |
| 4.740              | 54                 | 17 de abril de 2025   | 241 000            | 8,5%               |
| 4.741              | 55                 | 21 de abril de 2025   | 298 000            | 11,4%              |
| 4.742              | 56                 | 22 de abril de 2025   | 259 000            | 11,4%              |
| 4.743              | 57                 | 23 de abril de 2025   | 326 000            | 14,0%              |
| 4.744              | 58                 | 24 de abril de 2025   | 275 000            | 13,3%              |
| 4.745              | 59                 | 25 de abril de 2025   | 308 000            | 14,7%              |
| 4.746              | 60                 | 28 de abril de 2025   | 356 000            | 16,3%              |
| 4.747              | 61                 | 29 de abril de 2025   | 475 000            | 16,4%              |
| 4.748              | 62                 | 30 de abril de 2025   | 313 000            | 14,1%              |
| 4.749              | 63                 | 2 de mayo de 2025     | 356 000            | 13,7%              |
| 4.750              | 64                 | 5 de mayo de 2025     | 384 000            | 16,7%              |
| 4.751              | 65                 | 6 de mayo de 2025     | 383 000            | 17,3%              |
| 4.752              | 66                 | 7 de mayo de 2025     | 329 000            | 14,1%              |
| 4.753              | 67                 | 8 de mayo de 2025     | 365 000            | 14,9%              |
| 4.754              | 68                 | 9 de mayo de 2025     | 272 000            | 12,0%              |
| 4.755              | 69                 | 12 de mayo de 2025    | 334 000            | 14,9%              |
| 4.756              | 70                 | 13 de mayo de 2025    | 259 000            | 12,6%              |
| 4.757              | 71                 | 14 de mayo de 2025    | 270 000            | 12,3%              |
| 4.758              | 72                 | 15 de mayo de 2025    | 329 000            | 13,9%              |
| 4.759              | 73                 | 16 de mayo de 2025    | 251 000            | 11,7%              |
| 4.760              | 74                 | 19 de mayo de 2025    | 314 000            | 13,8%              |
| 4.761              | 75                 | 20 de mayo de 2025    | 246 000            | 11,5%              |
| 4.762              | 76                 | 21 de mayo de 2025    | 250 000            | 11,7%              |
| 4.763              | 77                 | 22 de mayo de 2025    | 298 000            | 13,4%              |
| 4.764              | 78                 | 23 de mayo de 2025    | 285 000            | 13,6%              |
| 4.765              | 79                 | 26 de mayo de 2025    | 308 000            | 14,0%              |
| 4.766              | 80                 | 27 de mayo de 2025    | 300 000            | 14,3%              |
| 4.767              | 81                 | 28 de mayo de 2025    | 296 000            | 14,1%              |
| 4.768              | 82                 | 29 de mayo de 2025    | 272 000            | 13,3%              |
| 4.769              | 83                 | 30 de mayo de 2025    | 330 000            | 15,4%              |
| 4.770              | 84                 | 2 de junio de 2025    | 287 000            | 13,7%              |
| 4.771              | 85                 | 3 de junio de 2025    | 310 000            | 14,1%              |
| 4.772              | 86                 | 4 de junio de 2025    | 348 000            | 15,5%              |
| 4.773              | 87                 | 5 de junio de 2025    | 265 000            | 13,4%              |
| 4.774              | 88                 | 6 de junio de 2025    | 239 000            | 11,4%              |
| 4.775              | 89                 | 9 de junio de 2025    | 269 000            | 12,4%              |
| 4.776              | 90                 | 10 de junio de 2025   | 290 000            | 13,7%              |
| 4.777              | 91                 | 11 de junio de 2025   | 251 000            | 12,0%              |
| 4.778              | 92                 | 12 de junio de 2025   | 303 000            | 15,0%              |
| 4.779              | 93                 | 13 de junio de 2025   | 365 000            | 16,0%              |
| 4.780              | 94                 | 16 de junio de 2025   | 335 000            | 15,1%              |
| 4.781              | 95                 | 17 de junio de 2025   | 307 000            | 14,7%              |
| 4.782              | 96                 | 18 de junio de 2025   | 313 000            | 13,8%              |
| 4.783              | 97                 | 19 de junio de 2025   | 315 000            | 13,7%              |
| 4.784              | 98                 | 20 de junio de 2025   | 294 000            | 13,8%              |
| 4.785              | 99                 | 23 de junio de 2025   | 317 000            | 13,5%              |
| 4.786              | 100                | 24 de junio de 2025   | 340 000            | 13,8%              |
| 4.787              | 101                | 25 de junio de 2025   | 253 000            | 11,6%              |
| 4.788              | 102                | 26 de junio de 2025   | 280 000            | 13,2%              |
| 4.789              | 103                | 27 de junio de 2025   | 279 000            | 12,5%              |
| 4.790              | 104                | 30 de junio de 2025   | 259 000            | 11,1%              |
| 4.791              | 105                | 1 de julio de 2025    | 354 000            | 15,2%              |
| 4.792              | 106                | 2 de julio de 2025    | 315 000            | 14,0%              |
| 4.793              | 107                | 3 de julio de 2025    | 321 000            | 14,4%              |
| 4.794              | 108                | 4 de julio de 2025    | 285 000            | 13,4%              |